# Temporada da A1 Grand Prix de 2009–10
A Temporada 2009/2010 da A1 Grand Prix seria a quinta temporada da A1 Grand Prix. Porém, devido a insolvência financeira da categoria, nenhuma das etapas pode ser disputada.
Após a categoria ser posta em xeque, devido a falta de solidez financeira, o cancelamento de todas as suas etapas e boatos de que a Ferrari pararia de fornecer motores, devido a falta de pagamentos, o presidente do conselho administrativo da A1 Grand Prix, Tony Teixeira anunciou que a categoria passaria por uma reestruturação administrativa. Essas dúvidas foram amplificadas após o cancelamento da primeira etapa da temporada 2009-10, em Surfers Paradise, seguidas das etapas na Malásia e China. Até maio de 2010, todas as etapas haviam sido canceladas, confirmando o fim da A1 Grand Prix.

## Equipes
19 equipes foram confirmadas para a etapa em Surfers Paradise. Todas as equipes utilizariam o chassis A1GP Powered by Ferrari, com o motor Ferrari e pneus Michelin.
| Equipe                 | Pilotos                            |
| ---------------------- | ---------------------------------- |
| A1 Team Alemanha       |                                    |
| A1 Team Austrália      | John Martin                        |
| A1 Team Brasil         | Felipe Guimarães                   |
| A1 Team China          |                                    |
| A1 Team França         |                                    |
| A1 Team Reino Unido    |                                    |
| A1 Team Índia          |                                    |
| A1 Team Indonésia      | Zahir Ali Satrio Hermanto          |
| A1 Team Irlanda        |                                    |
| A1 Team Itália         |                                    |
| A1 Team México         | Luis Díaz Salvador Durán           |
| A1 Team Mônaco         |                                    |
| A1 Team Países Baixos  | Robert Doornbos Jeroen Bleekemolen |
| A1 Team Nova Zelândia  |                                    |
| A1 Team Paquistão      |                                    |
| A1 Team Portugal       |                                    |
| A1 Team África do Sul  |                                    |
| A1 Team Suíça          |                                    |
| A1 Team Estados Unidos |                                    |

## Testes de Pré-temporada
Um dia de testes para todas as equipes foi marcada para acontecer no dia 19 de outubro de 2009, no Queensland Raceway, antes da etapa em Surfers Paradise. Porém, com os carros da categoria não chegando na Austrália até o dia dos testes, a sessão foi cancelada.

## Calendário
Em 21 de setembro de 2009, a categoria anunciou o calendário para a temporada 2009-10, no qual nove países seriam sede de etapas da categoria, podendo haver a adição de mais etapas ao longo da temporada, como na Índia e na Irlanda.
| Country       | Circuit                             | Date                    |
| ------------- | ----------------------------------- | ----------------------- |
| Austrália     | Circuito de Rua de Surfers Paradise | 25 de Outubro de 2009   |
| China         | Circuito Internacional de Zhuhai    | 15 de Novembro de 2009  |
| Malásia       | Circuito Internacional de Sepang    | 6 de Dezembro de 2009   |
| África do Sul | Kyalami                             | 28 de Fevereiro de 2010 |
| Brasil        | Autódromo José Carlos Pace          | 14 de Março de 2010     |
| México        | Autodromo Hermanos Rodriguez        | 21 de Março de 2010     |
| Portugal      | Autódromo Internacional do Algarve  | 11 de Abril de 2010     |
| Alemanha      | Sachsenring                         | 9 de Maio de 2010       |
| Países Baixos | TT Circuit Assen                    | 16 de Maio de 2010      |

Em 17 de outubro de 2009, foi anunciado o cancelamento da etapa australiana da categoria, devido a toda a estrutura da categoria ainda não terem deixado Londres e não conseguir chegar a tempo em Gold Coast, sendo substituída por uma etapa da V8 Supercars. Em 5 de novembro de 2009, a etapa malaia da categoria foi adiada indefinidamente e a etapa chinesa foi cancelada. A etapa holandesa foi cancelada logo após, sendo substituída por uma etapa da Superleague Formula.